# Hello World (película)
Hello World (ハロー・ワールド?), estilizado como HELLO WORLD, es una película japonesa de anime de ciencia ficción, romance y drama dirigida por Tomohiko Itō desde un guion original escrito por Mado Nozaki. Es producida por Graphinica y distribuida por Toho, la película está ambientada en una Kioto futurista donde un estudiante de secundaria llamado Naomi Katagaki se encuentra con una persona que dice ser él mismo, quien viajó en el tiempo desde 10 años en el futuro para salvar a una compañera de clase llamado Ruri Ichigyō.
La película está protagonizada por Takumi Kitamura, Tōri Matsuzaka y Minami Hamabe. En diciembre de 2018, Itō anunció que dirigiría la película junto con Nozaki y el diseñador de animación de personajes Yukiko Horiguchi, convirtiéndola en su primera película fuera de la serie Sword Art Online por la que era conocido por dirigir.
Hello World se estrenó en Kioto el 11 de septiembre de 2019 y se estrenó en el resto de Japón el 20 de septiembre. La película recibió una novelización, dos adaptaciones a manga y un spin-off de anime.

## Reparto
- Takumi Kitamura como Naomi Katagaki
- Tōri Matsuzaka como Naomi Katagaki adulto / Sensei
- Minami Hamabe como Ruri Ichigyō

También aparecen en la película Haruka Fukuhara como Misuzu Kadenokōji, el ídolo de clase que se hace amigo de Ichigyō; Minako Kotobuki como Yiyi Xu, subordinada china adulta de Katagaki; Rie Kugimiya como el cuervo; y Takehito Koyasu como Tsunehisa Senko, colega adulto de Katagaki y profesor en Alltale Management Facility.

## Producción

### Desarrollo
Alrededor de en 2015, el productor Katsuhiro Takei quería hacer un proyecto relacionado con la ciencia ficción con Tomohiko Itō usando gráficos por computadora, pero no había muchos estudios con la fuerza para hacer una película animada 3DCG en ese momento. Un productor de Toho se puso en contacto con Itō para hacer una película en 3D después de encontrar un artículo que había escrito en una entrevista web a fines de 2014 sobre su deseo de hacer una película en 3D.
En diciembre de 2018, Itō reveló el título de la película de anime original que dirigiría en Graphinica, que describió como una "historia de amor de ciencia ficción innovadora pero tradicional". Esta fue la primera vez que Itō dirigió una película fuera de la franquicia Sword Art Online. Sintió que necesitaba hacer esta película "ahora" con un nuevo equipo en el primer año de una nueva era, haciendo referencia a la transición imperial japonesa programada para abril de 2019. Itō estableció tres "pilares" al hacer la película: un "drama" entre el yo presente y el futuro, un "personaje" lindo y la expresión de la "visión del mundo" del mundo electrónico y el espacio virtual. La trama de la película se reveló en abril de 2019 con una imagen promocional.

### Preproducción
Junto a Itō están el guionista Mado Nozaki y el diseñador de animación de personajes Yukiko Horiguchi, quienes fueron confirmados en diciembre de 2018. En abril de 2019, se anunció que Takumi Kitamura, Tori Matsuzaka y Minami Hamabe interpretarían sus respectivos papeles en la película como Naomi Katagaki, una Katagaki adulta y Ruri Ichigyō. Al seleccionar a los tres actores, Itō declaró que solo pensó en el trabajo a pesar de que eran recién llegados en el campo del anime, al tiempo que reveló su fascinación por la actuación de voz de Matsuzaka en la versión doblada japonesa de Paddington (2014). Se anunció un elenco de voces adicional en junio de 2019, que incluye a Haruka Fukuhara como Misuzu Kadenokōji, Minako Kotobuki como Yiyi Xu, Rie Kugimiya como el cuervo y Takehito Koyasu como Tsunehisa Senko.

### Producción y animación
La primera exploración de ubicaciones en Kioto tardó dos días a mediados de diciembre de 2018 en completarse, durante los cuales se realizaron entrevistas con estudiantes de secundaria actuales para investigar su vida diaria en la escuela. Además del Santuario Fushimi Inari y la Torre de Kioto, el equipo también filmó "áreas humildes" como la azotea de la escuela y el interior de las aulas. También visitaron otros lugares, como el área de Horikawa Gojo, para usar como referencia para el diseño de fondo y el modelado 3DCG.
Graphinica se encargó de la animación 3DCG, que cubrió un alto porcentaje de la película a pesar de tener muchos fondos 2D dibujados por el estudio de producción de arte de fondo Bamboo. Los animadores 2D de Graphinica dibujaron las escenas con expresiones emocionales, mientras que las escenas de acción se filmaron con un trabajo de cámara que solo 3DCG podía proporcionar. Varios cortes en la película usaron una combinación de ambos, como personas caminando por la calle en lugar del personaje principal.

### Posproducción
Antes del lanzamiento de la película, Kitamura reveló que tomó de 3 a 4 días grabar sus líneas, experimentando un momento difícil para "[entrar] en las emociones al principio" debido a que era nuevo en la actuación de voz.

## Estreno
Hello World tuvo su estreno mundial en Higashi Hongan-ji en Kioto el 11 de septiembre de 2019 y se estrenó en Japón el 20 de septiembre.